# Heřmanice (Hradec Králové)
Heřmanice é uma comuna checa localizada na região de Hradec Králové, distrito de Náchod‎.